# 縣廳前站 (兵庫縣)
縣廳前站（日语：／ Kenchō-mae eki */?）是位於日本兵庫縣神戶市中央區下山手通，屬於神戶市營地下鐵西神·山手線的鐵路車站。車站編號是S04。本站在開業時因位於兵庫縣廳而稱為「山手（縣廳前）站」，後來改為現在的站名。

## 車站結構
本站的地下1樓為車站大廳與驗票閘口，地下2樓和3樓是2層構造月台的地下車站。西神·山手線的各車站都採用車站主題，而此站主題則是「異人館」。

### 月台配置
| 月台 | 路線        | 目的地                 |
| ---- | ----------- | ---------------------- |
| 1    | 西神·山手線 | 三宮、新神戶、谷上方向 |
| 2    | 西神·山手線 | 名谷、西神中央方向     |

## 使用情況
2016年（平成28年）度的1日平均上車人次為5,650人。
近年的1日平均上車人次推移如下表。
| 年度               | 1日平均 上車人次 |
| ------------------ | ---------------- |
| 1995年（平成07年） | 8,068            |
| 1996年（平成08年） | 7,628            |
| 1997年（平成09年） | 7,559            |
| 1998年（平成10年） | 7,260            |
| 1999年（平成11年） | 6,841            |
| 2000年（平成12年） | 6,281            |
| 2001年（平成13年） | 6,136            |
| 2002年（平成14年） | 6,250            |
| 2003年（平成15年） | 5,893            |
| 2004年（平成16年） | 5,746            |
| 2005年（平成17年） | 5,657            |
| 2006年（平成18年） | 5,668            |
| 2007年（平成19年） | 5,577            |
| 2008年（平成20年） | 5,443            |
| 2009年（平成21年） | 5,347            |
| 2010年（平成22年） | 5,425            |
| 2011年（平成23年） | 5,484            |
| 2012年（平成24年） | 5,620            |
| 2013年（平成25年） | 5,562            |
| 2014年（平成26年） | 5,529            |
| 2015年（平成27年） | 5,672            |
| 2016年（平成28年） | 5,650            |

## 歷史
- 1985年（昭和60年）6月18日：以山手（縣廳前）站開始營業。
- 1993年（平成5年）
  - 3月20日：改名為縣廳前站。
  - 7月9日：開始快速運行。通過此站。
- 1995年（平成7年）
  - 1月17日：受阪神大地震影響無法通行。
  - 2月16日：恢復營業。
  - 7月21日：地震以後休止的快速廢除。

## 電影取景地
《大搜查線》的外傳電影《交渉人真下正義》在拍攝期間，本來要借用東京地下鐵的多個車站拍攝，但東京都交通局考慮到易讓人想起1995年發生的東京地鐵沙林毒氣事件而否決申請。劇組因此只能向日本全國多個地下鐵申請拍攝，其中片中虛構的「東陽線神樂坂站」是在縣廳前站的月台取景拍攝。電影於2005年5月7日上映。

## 相鄰車站
神戶市交通局（神戶市營地下鐵）
西神·山手線 
三宮（S03）－縣廳前（S04）－大倉山（S05）

## 外部連結
- 縣廳前站 （页面存档备份，存于） - 神戶市交通局